# Adventskirche (Hamburg-Schnelsen)

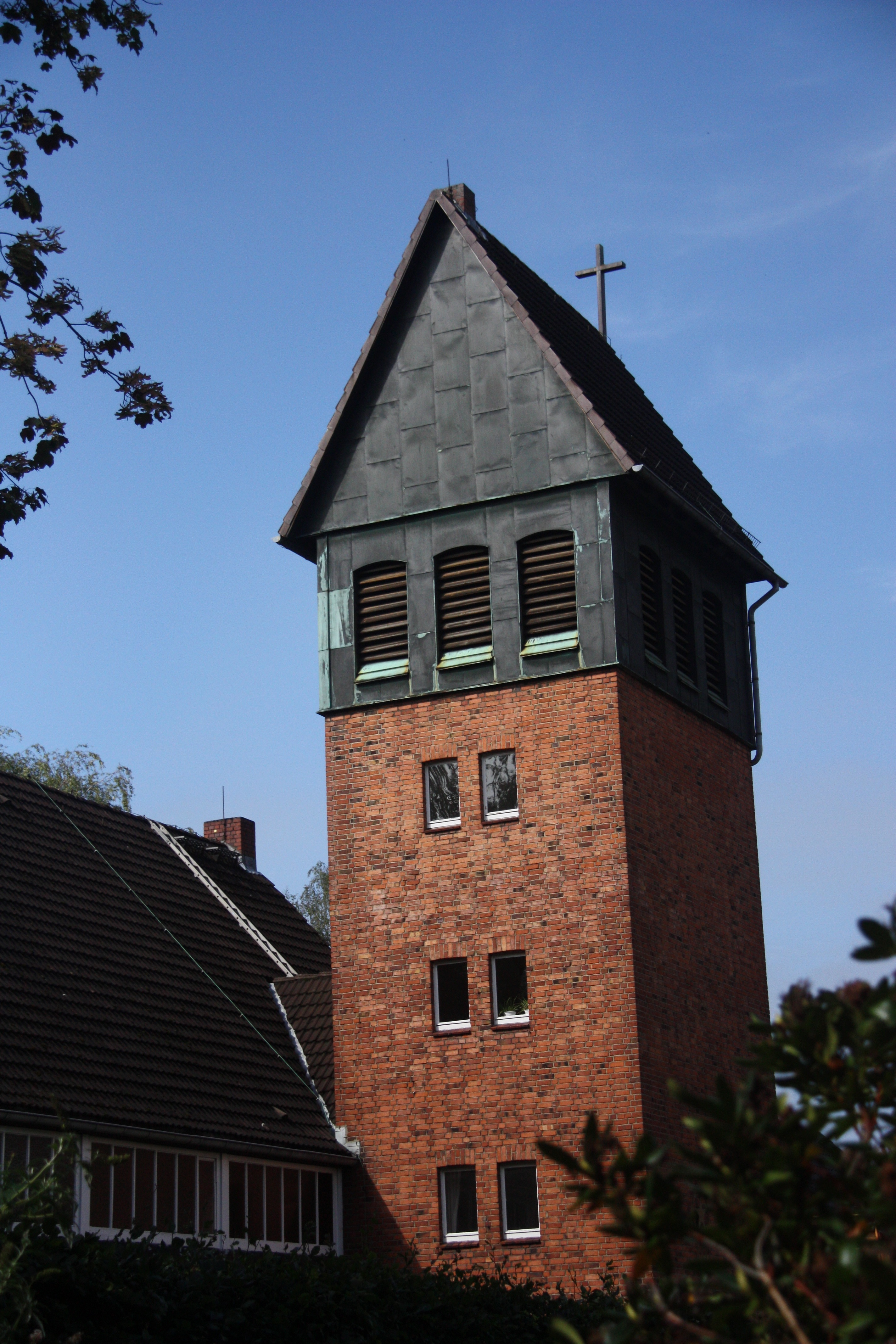
Turm der Kirche

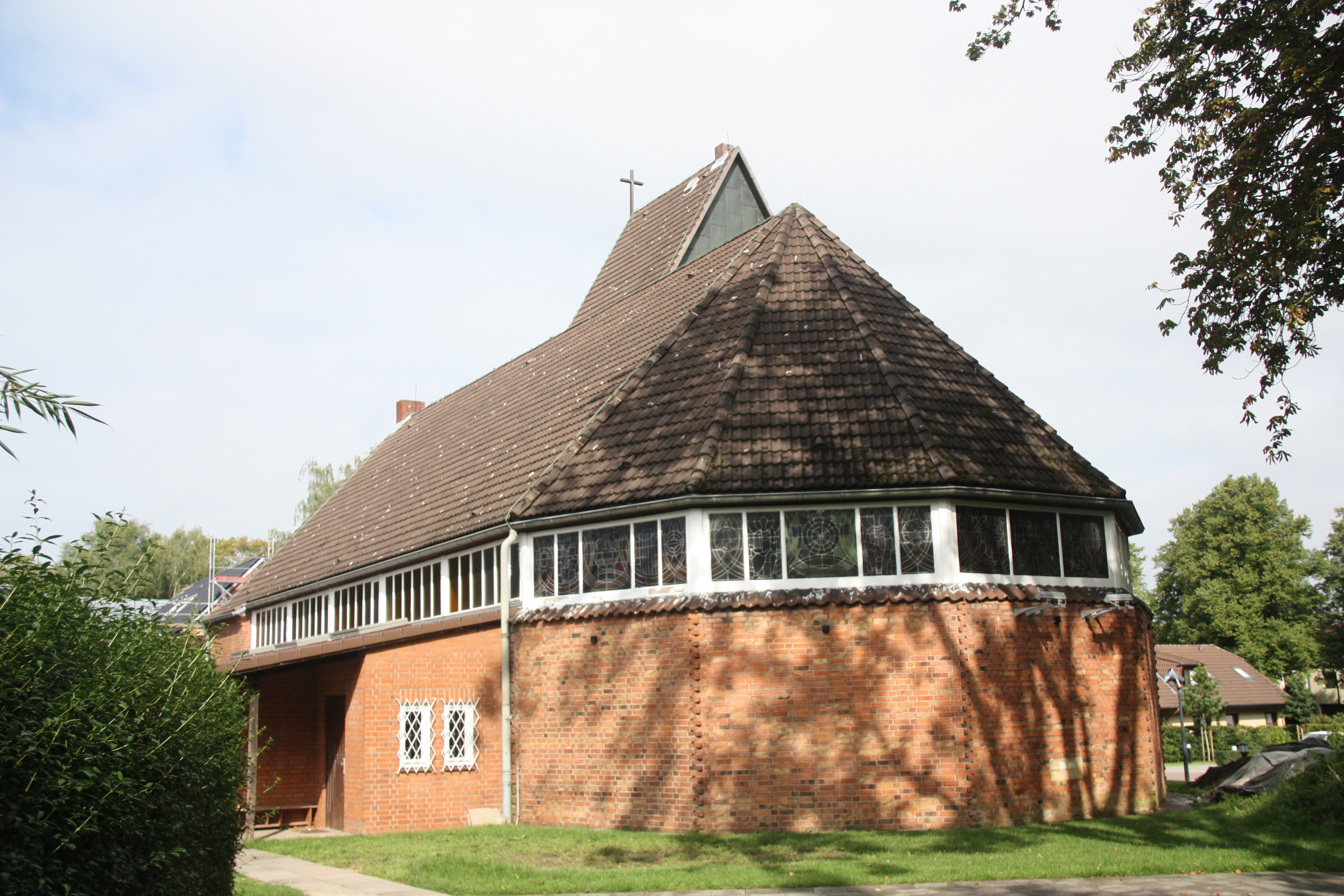
Ansicht von der Chorseite mit Anbau der Sakristei

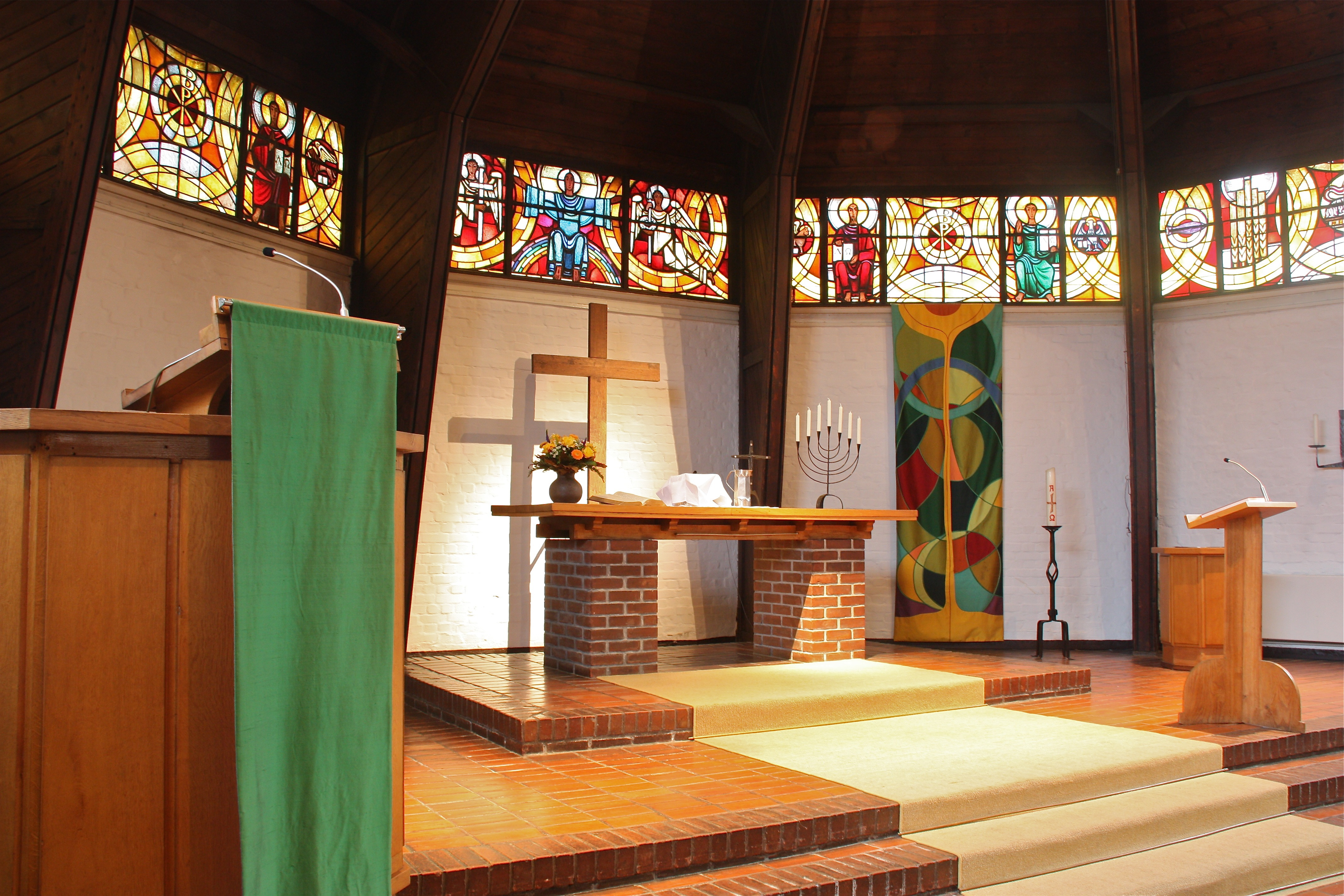
Altar mit Kanzel und Fensterband

Die Adventskirche ist eine im Jahre 1949 erbaute evangelisch-lutherische Kirche im Hamburger Stadtteil Schnelsen und die erste Kirche, die in diesem Stadtteil erbaut wurde.

## Geschichte
Schnelsen gehörte im Mittelalter zum Eppendorfer Kirchspiel und nach dessen Teilung 1769 zur Niendorfer Kirche. Ab 1924 – und bis 1962 – war Pastor Samuel Heinrich Witt († 1966) für den Gemeindebezirk Schnelsen zuständig. 1925 gründete er den Posaunenchor. Gottesdienste und Gemeindekreise fanden im Saal des Gasthofs „Schnelsener Hof“ statt. Pläne zum Bau einer eigenen Kirche konnten wegen des Zweiten Weltkriegs nicht verwirklicht werden. Der Gasthof fiel dem Bombenangriff auf Hamburg am 3. August 1943 zum Opfer.
1946 wurde die Kirchengemeinde unter dem Namen Evangelisch-Lutherische Kirchengemeinde Schnelsen unabhängig, zunächst ohne eigene Gebäude außer dem Wohnhaus des Pastors. Im Sommer 1949 begann der Bau einer Bartning-Notkirche, die nach nur wenigen Monaten am 4. Advent desselben Jahres eingeweiht werden konnte. Zur Erinnerung an den Einweihungstag erhielt sie den Namen Adventskirche. Da die britische Besatzungsmacht keinen zusätzlichen Kirchturm erlaubte, wurde in den Turm eine Wohnung für den Küster eingebaut.

## Bau und Erweiterungen bis 1956
Der Entwurf stammt von dem Architekten Otto Bartning unter Mitarbeit von Bernhard Hopp und Rudolf Jäger und gehört zum Typ B aus dem Notkirchen-Programm nach dem Ende des Zweiten Weltkrieges. Das äußere Erscheinungsbild zeigt diese Zugehörigkeit eindeutig und weist viele Parallelen zu anderen Kirchen aus diesem Programm auf. Typisch ist die eckige Gestaltung des Chores, das direkt unter dem Dachüberstand umlaufende Fensterband und die Gestaltung des Innenraums. Der Turm ist seitlich gegen den Hauptraum versetzt und bildet in seinem unteren Teil den Haupteingang der Kirche. Der Innenraum ist in Holz, Backstein und weißem Putz gestaltet. Altar, Kruzifix, Kanzel und Taufbecken sind in Holz ausgeführt.
Die 1952 eingebauten farbigen Glasfenster wurden von Claus Wallner als eine seiner ersten Arbeiten gestaltet. Sie stellen Christus auf dem Regenbogen zwischen Engeln und den vier Evangelisten dar. In den Jahren 1953/1954 wurde die Kirche an der Südseite um die bereits von Beginn an geplante Sakristei erweitert.
Die erste Glocke der Kirche wurde bereits 1949 im Glockenstuhl aufgehängt. Sie wurde 1956 durch die drei heute noch vorhandenen auf f, as und b gestimmten Bronzeglocken aus der Glockengießerei F.W. Schilling in Heidelberg ersetzt.

## Änderungen nach 2000
Bis nach 2000 stand die Kirche weitgehend frei auf einem Grundstück, das sie sich mit dem Pastoratsgebäude und einem Gemeindezentrum teilte. Im Jahre 2005 wurden straßenseitig vor der Kirche und im hinteren Teil des Grundstückes Wohngebäude errichtet, 2007 wurde das Gemeindezentrum abgerissen und hinter der Kirche ein weiteres Wohngebäude errichtet. Die Kirche ist heute allseitig von Gebäuden umgeben und von der Straße Kriegerdankweg aus nur noch eingeschränkt sichtbar. In den Jahren 2007 und 2010 wurde der Vorraum der Kirche renoviert und umgestaltet. Er erhielt einen zusätzlichen Ausgang, neue Fenster und eine Terrasse.

## Orgel
Als erste Orgel wurde 1950 eine Beckerath-Orgel eingebaut. Es stellte sich jedoch heraus, dass diese den akustischen Gegebenheiten des Raumes nicht gewachsen war. Sie wurde 1961 durch die heute noch vorhandene Weigle-Orgel ersetzt. Ihre Disposition lautet:
| I Rückpositiv C–g3 |            |       |
| 1.                 | Rohrflöte  | 8′    |
| 2.                 | Prinzipal  | 4′    |
| 3.                 | Gemshorn   | 2′    |
| 4.                 | Quinte     | 1 ⁄3′ |
| 5.                 | Zimbel III | 1/3′  |
| 6.                 | Krummhorn  | 8′    |
|                    | Tremulant  |       |

| II Hauptwerk C–g3 |              |       |
| 7.                | Blockflöte   | 4′    |
| 8.                | Oktav        | 4′    |
| 9.                | Gemshorn     | 8′    |
| 10.               | Prinzipal    | 8′    |
| 11.               | Quintaton    | 16′   |
| 12.               | Trompete     | 8′    |
| 13.               | Mixtur V     | 2′    |
| 14.               | Waldflöte    | 2′    |
| 15.               | Nasat II–III | 2 ⁄3′ |

| III Brustwerk C–g3 |                        |       |
| 16.                | Gedackt                | 8′    |
| 17.                | Rohrflöte              | 4′    |
| 18.                | Prinzipal              | 2′    |
| 19.                | Septimenterzian II–III | 2 ⁄3′ |
| 20.                | Glockenton II          | 1′    |
| 21.                | Scharf III             | 2/3′  |
| 22.                | Bärpfeife              | 8′    |
|                    | Tremulant              |       |

| Pedal C–f1 |                 |       |
| 23.        | Subbass         | 16′   |
| 24.        | Prinzipal       | 8′    |
| 25.        | Holzgedackt     | 8′    |
| 26.        | Metallflöte     | 4′    |
| 27.        | Nachthorn       | 2′    |
| 28.        | Schalmey        | 4′    |
| 29.        | Trompete        | 8′    |
| 30.        | Fagott          | 16′   |
| 31.        | Mixtur IV       | 2 ⁄3′ |
| 32.        | Sesquialtera II |       |

- Koppeln: I/P, II/P, II/I, III/I
- Spielhilfen: zwei freie Kombinationen, zwei Pedalkombinationen, Zungeneinzelabsteller

## Fotografien und Karte
Koordinaten: 53° 37′ 53,4″ N, 9° 54′ 49,8″ O

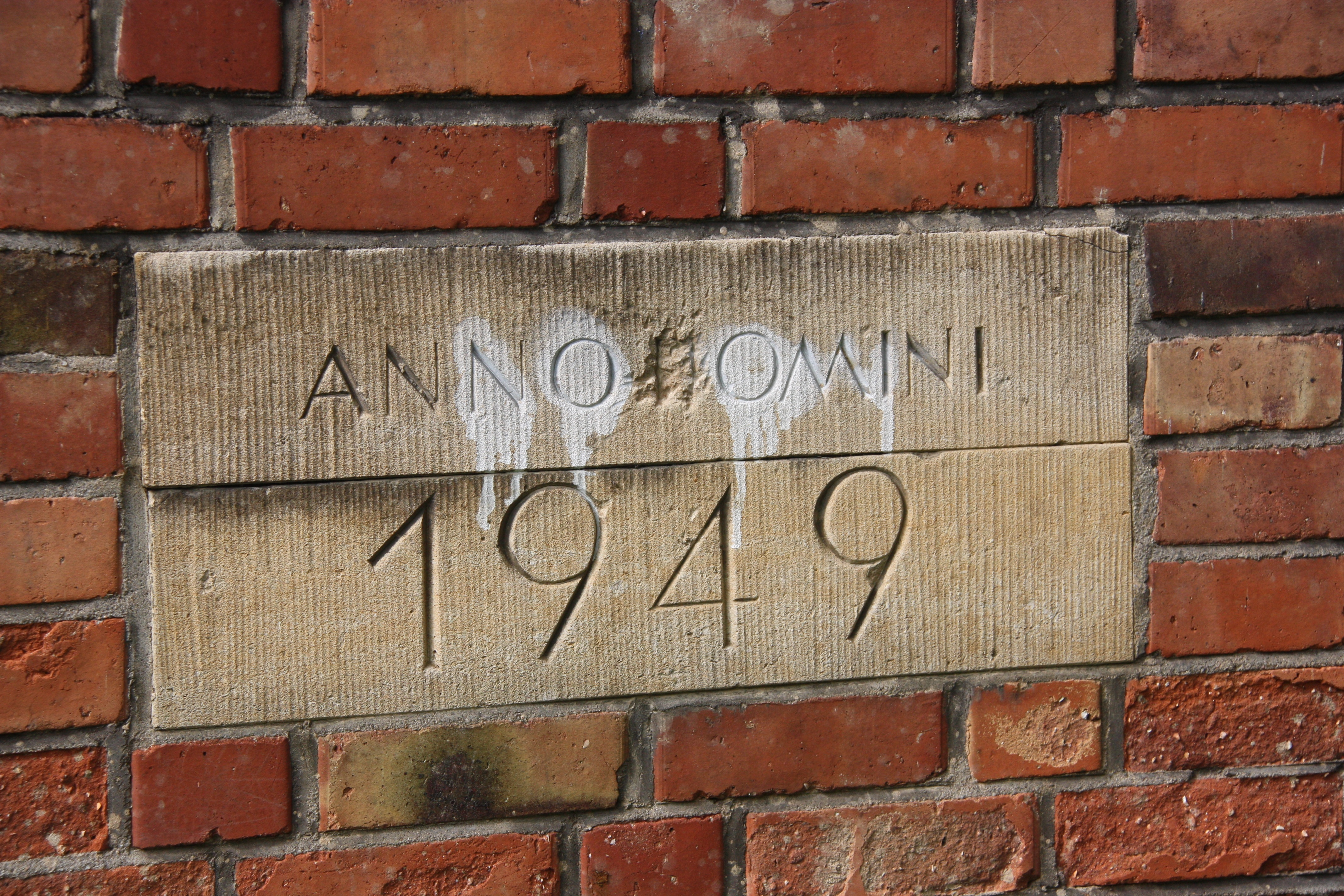
Grundstein
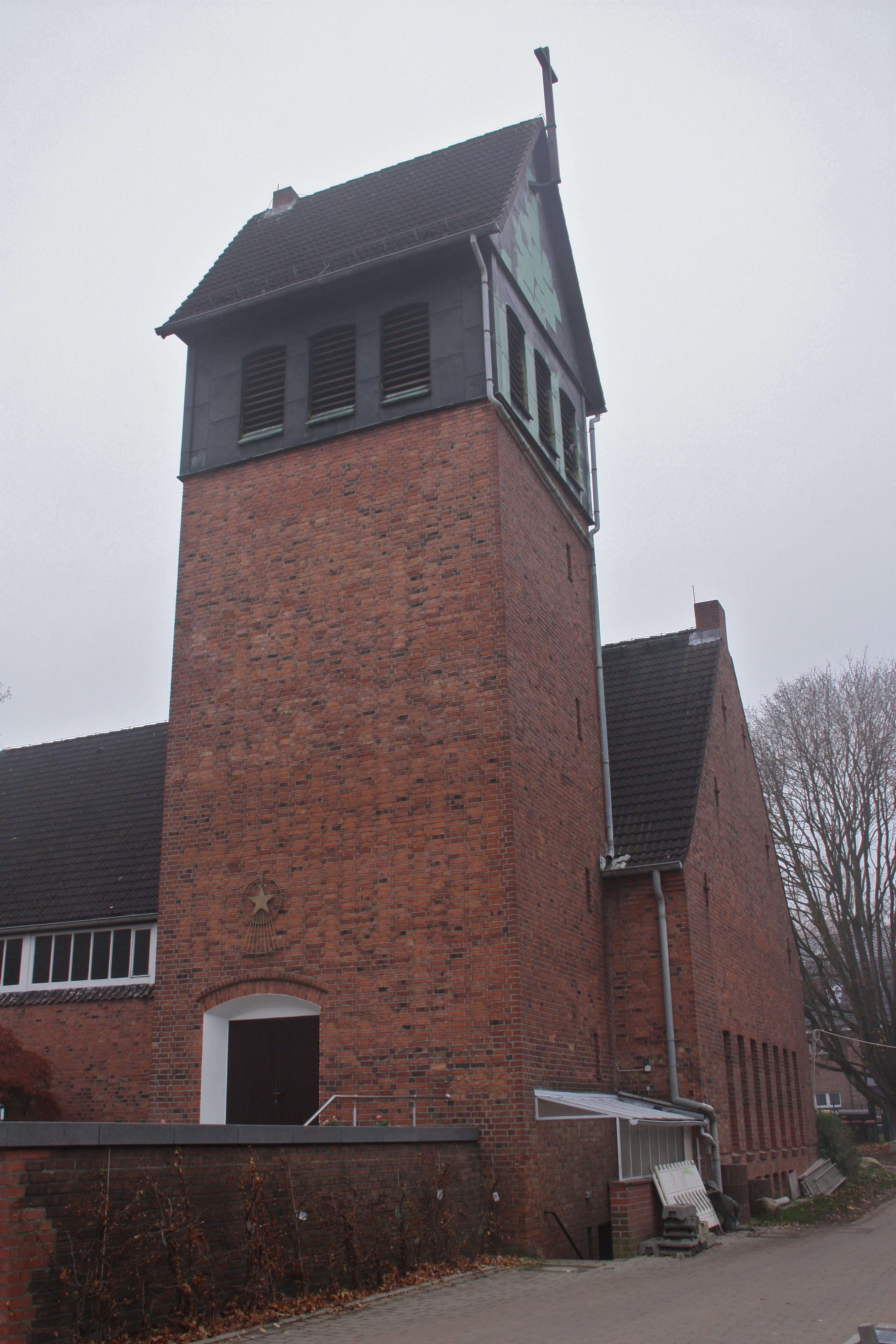
Ansicht von Westen
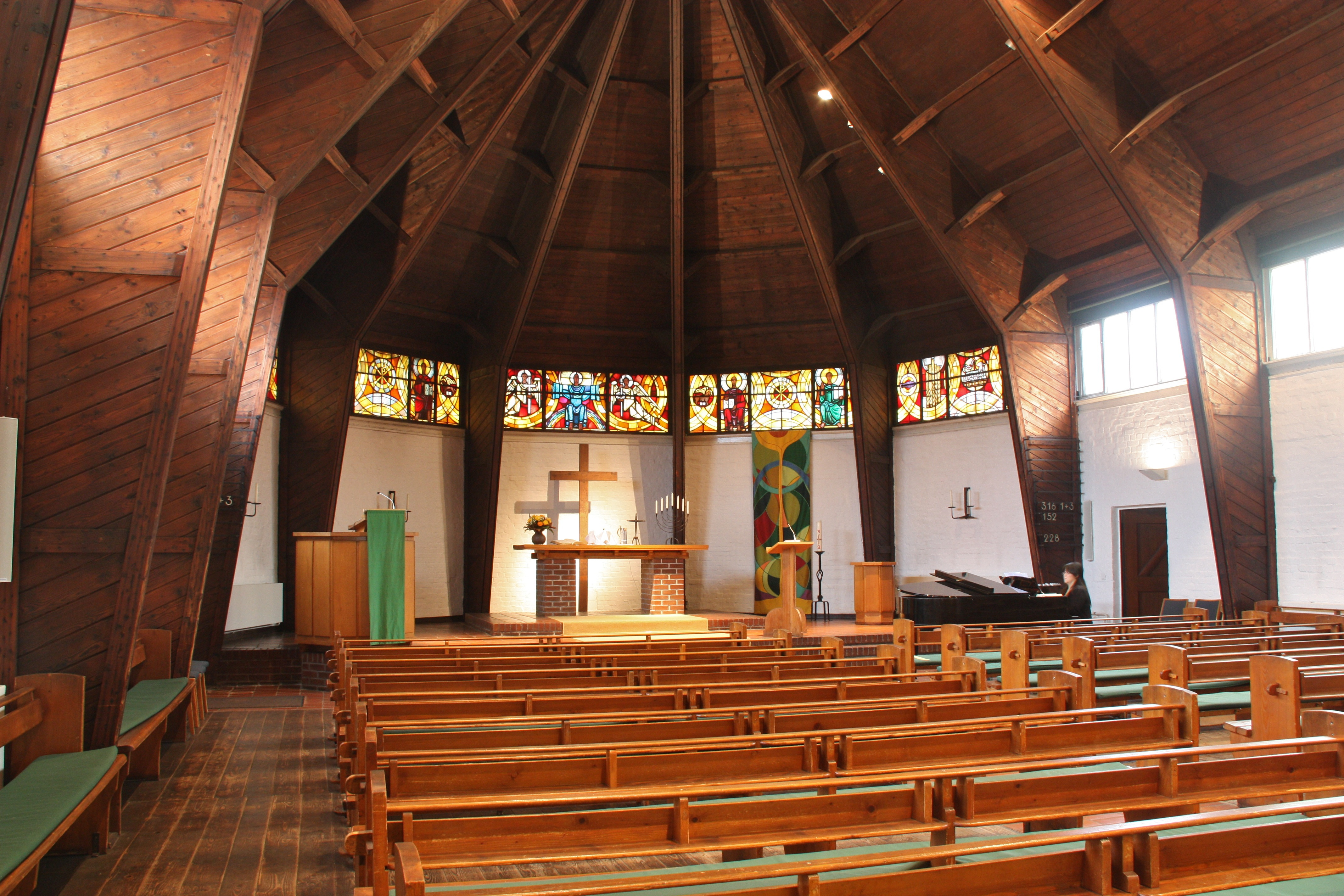
Innenraum
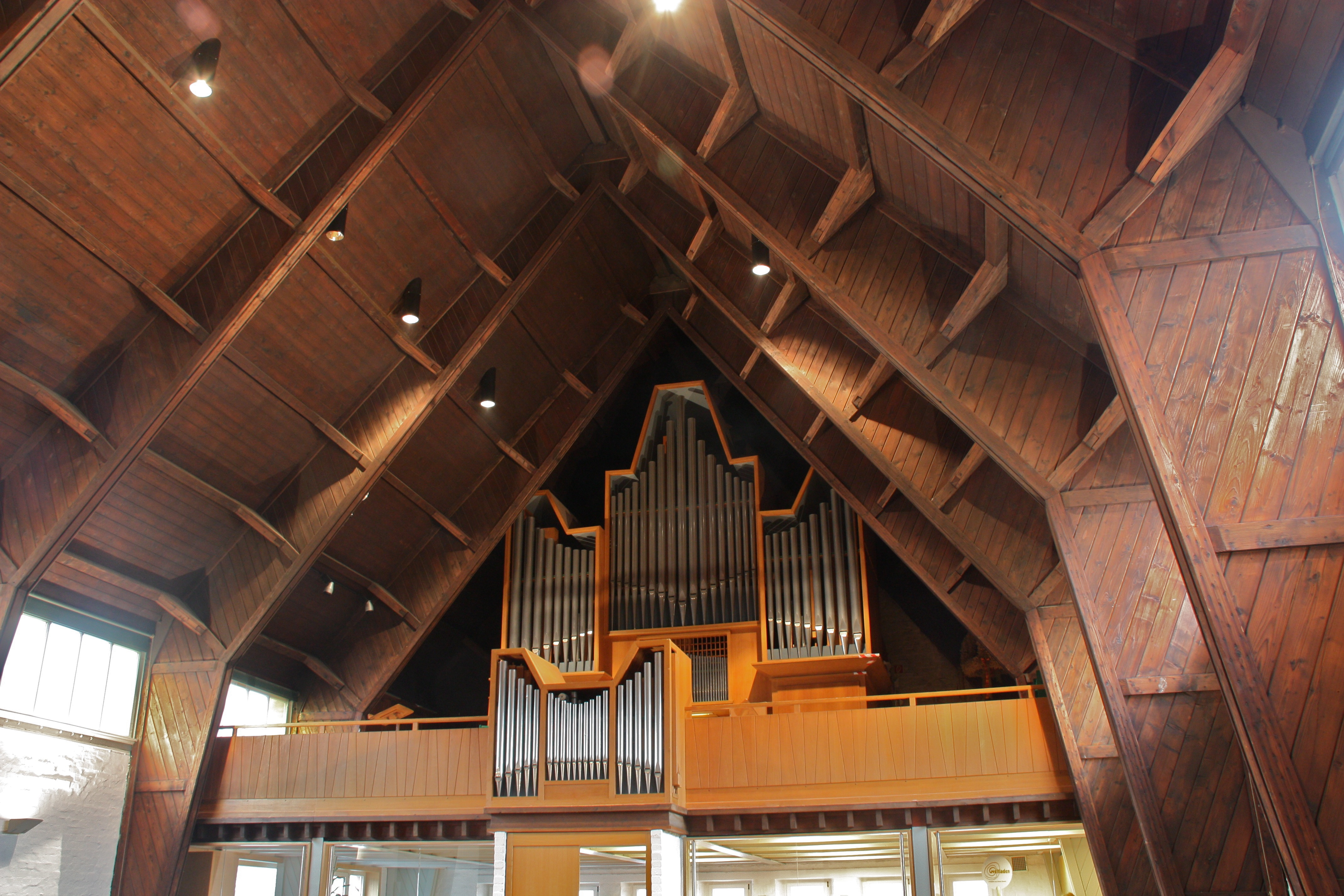
Dachkonstruktion und Orgel